# Mu Cartographer
Mu Cartographer — это инди-игра головоломка, выпущенная 24 августа 2016 года для персональных компьютеров. Перед игроком представлена сложная панель управления и карта ландшафта по середине, поверхность которой можно менять. Игрок должен настраивать диаграммы, ползунки и виртуальный трекбол, чтобы находить трофеи и скрытые достопримечательности.
Разработкой игре занимался французский программист Титуан Милле, который пришёл к идее создать Mu Cartographer после эксперимента с шейдерами по настройке ландшафта. Милле нравилось наблюдать за динамичным изменением ландшафта, однако чтобы создать вменяемый игровой процесс, программист решил добавить в игру поиск сокровищ и скрытых локаций, а также значительно усложнить панель управления, превратив её в своего рода «машину по поиску».

## Игровой процесс
Mu Cartographer представляет собой головоломку, где перед игроком представлен округлый отрезок карты неизвестной ему поверхности. Интерфейс позволяет игроку менять рельеф поверхности, его резкость, форму, перемещаться, масштабировать. Интерфейс игры представлен целым рядом диаграмм, ползунков и виртуальных трекболов. Все они позволяют разным способом менять ландшафт. Конечная цель игрока — найти достопримечательность, худа входят например водопад ниагара, храмы Тикаля, мост Лос-Анджелеса и так далее. Однако перед этим, игрок должен собрать «трофей», которые открывают доступ к новым расцветкам карты, дают наводки на расположение других «трофеев», которые в свою очередь выступают наводками для нахождения очередной скрытой достопримечательности.
Сложный интерфейс предлагает множество способов искать «сокровища» и подбирать комбинации для их нахождения, а также нахождения самой достопримечательности. При этом игра не предоставляет какого либо руководства.  По сути, изучение и постепенное понимание того, как работает панель управления является истинной сутью игрового процесса со слов создателя игры, где нахождение достопримечательности выступает вознаграждением за терпение игрока.
В частности ландшафт имеет множество расцветок, которые игрок может раскрывать поэтапно. Они необходимы для того, чтобы находить на поверхности новые «сокровища» в виде очередных расцветок и наводок. Виртуальный анероид с трясущейся стрелкой указывает на наличие «трофеев» на карте определённого цвета. Чтобы поменять цвет карты, игрок должен перемещать три точки в представленной сетке. Второй способ поиска «сокровищ» лежит в правой части управления для поиска скрытых символов, которые также обозначены на карте. Манипулируя ползунками и виртуальным трекболом, необходимо добиться образования полноценного рисунка, после чего можно забрать «предмет» в инвентарь.
Третий способ поиска «трофеев» — поиск точек координат. Расположение на карте показано с помощью прибора, похожего на часы, чьё расположение двух стрелок говорит о расположении игрока, его точке координат. На каждой стрелке располагается круг, который можно перемещать в вертикальном направлении с помощью боковых ползунков. Когда игрок масштабирует карту, это показано и в изменении размера центрального круга, расположенного в «часах». Игрок может собирать «трофеи» в виде навигационных наводок, показывающих, в каком направлении игрок должен навести стрелки и расположить окружности, чтобы найти очередной «трофей».
Когда игрок собирает находки о достопримечательностях, он должен манипулировать панелью с изображением волны. Ему необходимо настроить правильное направление, силу и частоту колебания волны, следуя изображению находки, чтобы добиться появления на карте достопримечательности. Всего в игре их 16. По мере того, как игрок открывает их, ему становятся доступны новые механики, например возможность просматривать карту сверху, а не сбоку, а также некоторые дополнительные визуальные эффекты.

## Разработка
Разработкой игры занимался независимый программист и дизайнер французского происхождение Титуан Милле, который сразу после окончания университета, принял решение заниматься независимыми проектами, а не в составе крупных команд, так как это позволяло ему экспериментировать и работать над оригинальным контентом. При разработке Mu Cartogafer, Милле исходил из идеи создать игру, где возможно управлять абстрактной машиной, чтобы создавать и исследовать красочные пейзажи, находить сокровища. На фоне того, что большинство инди-игр делают ставку на визуальные аспекты, Милле же сделал ставку на интерфейс и исследовательский игровой процесс.
Создание игры началось с экспериментов с инструментом Shader Forge в движке Unity во время мероприятия Exile Game Jam 2015. Эксперимент включал в себя динамичное изменение ландшафта, изменяя значения в шейдерах. Программиста озадачил факт того, как ландшафты могут динамично изменяться в режиме реального времени, именно в этот момент у Милле возникла идея создать игру, которая позволяла бы изменять и перемещать ландшафт вместо управления персонажем. Разработка игры началась с «экспериментов с формами, цветами и движением».
Интерфейс в его готовом виде появился значительно позже, в начале управление было представлено около двадцатью ползунками, однако Милле был недоволен результатом, заметив, что хотел, чтобы данные элементы работали согласованно, а не существовали поверх генератора ландшафта. Работая с интерфейсом, Милле пришёл к идее добавить в него такие дополнительные элементы, как сокровища, а также ряд разных способов их поиска. Фактически создание игры началось без внятного плана, но которая постепенно приобретала свой конечный вид по мере экспериментов и развития итераций. В итоге полученный интерфейс получился на столько сложным, что Милле назвал его «машиной», которой надо научится пользоваться. Разработчик с сарказмом заметил, что мог бы выпустить целое руководство по её использованию, но заметил, что изучение «машины» и постепенное осознание, как она работает — является фактически главной идеей игрового процесса, а тех игроков, которые терпеливо изучают панель управления и раскрывают её загадки, игра «награждает» возможностью наслаждаться разными формами ландшафта и находить скрытые локации. Милле заметил, что в данном случае также вдохновлялся инди-игрой Mirror Moon, где требуется также изучать панель управления. Тем не менее интерфейс, несмотря на своё сложность должен был оставаться интересным, с которым «весело играть», таким образом Mu Cartografer сочетает в себе элементы экспериментального исследования и красочной песочницы. В более ранней версии имелись дополнительные элементы интерфейса, но они слишком нагромождали панель управления.
Сами ландшафты создавались из набора текстур, к которым добавлялись детали, чтобы предложить вариации ландшафта и чтобы была возможность создавать разные формы рельефа, напоминающие горы, реки, облака, море, леса, долины и так далее. Разные цвета ландшафтов по мнению Милле позволяет их по разному интерпретировать, что также делает процесс изучения более увлекательным, помимо того, что изменения цвета также является одним из условий поиска скрытых сокровищ.

## Восприятие
Игра была номинирована в категории Nuovo Award на мероприятии Independent Games Festival.
Критик сайта Gamesradar заметил, что Mu Cartographer это доказательство того, что видео-игры могут быть странными продуктами с гибким определением, а также что не обязательно наличия системы досчитывая очков, чтобы чувствовать достижение и или наличия многопользовательского режима, чтобы «чувствовать себя частью общества». Критик также заметил, что Mu Cartographer отлично передаёт то чувство, что значит быть первооткрывателем на новой земле и осваивать карту новых пространств. Хотя данная игра имеет однопользовательский режим, она по мнению критика отлично подойдёт совместной игры, позволяя совместно праздновать очередные открытия и сотрудничать вместо соперничества. Сама панель управления похожа на неизвестный язык, который игрок должен постепенно выучить. Тем не менее критик указал и на явный недостаток Mu Cartographer в виде отсутствия руководства и обратной связи, в итоге это может дезориентировать игрока и думать ошибочно, что он совершил ошибки.
Критик российского сайта DTF аналогично заметил, что игра не заставляет соревноваться, не кидает вызов, а лишь погружает игрока в терапевтическую атмосферу, играющую с чувствами, ощущениями и фантазией, а не привычными образами. С одной стороны Mu Cartographer передаёт подлинное ощущение первооткрывателя, но и вгоняет в чувство паранойи, тревоги и постоянного напряжения из-за демонстрации неизвестных чуждых ландшафтов, отдалённо напоминающих родной мир: леса, горы, моря, но и одновременно находящихся в чужом и равнодушном мире, в частности из-за постоянно меняющейся топографии, лишённой твёрдой поверхности. Сам же интерфейс в игре является полноценной игровой механикой, работающей, как незнакомый язык, по началу даже может казаться, «что игра вовсе не хочет, чтобы вы в неё играли». Хотя критик боялся, что из-за своей нелинейности, Mu Cartographer быстро превратится в рутину, однако игра, даже после долгого сеанса по прежнему продолжает одаривать игрока неожиданными открытиями. Критик подытожил, что игра «заставляет вас экспериментировать и быть внимательным не только по отношению к игре, но и по отношению к самому себе. Именно благодаря этому Mu Cartographer даёт вам исследовательский опыт, а не игру про исследования».

## Внешние ссылки
titouanmillet.itch.io/mu-cartographer — официальный сайт Mu Cartographer